# Catharine Pendrel
Catharine Pendrel, född den 30 september 1980 i Fredericton, är en kanadensisk tävlingscyklist.
Hon tog OS-brons i mountainbike i samband med de olympiska tävlingarna i cykelsport 2016 i Rio de Janeiro..